# マーク・レスター
マーク・レスター（Mark Lester、1958年7月11日 - ）は、イギリスの元子役。1960年代から1970年代にかけて、イギリスまたはヨーロッパの映画で活躍した。

## キャリア
イングランド・オックスフォードシャー州・オックスフォードで、女優の英国国教会の母親と、俳優兼プロデューサーのユダヤ系の父親のもとに生まれる。いずれもインデペンデント・スクール（私立）である、リッチモンド・アポン・テムズ区にあった舞台芸術学校コロナ・シアター・スクール (en)、プレップスクールのタワー・ハウス・スクール (en)、サリー州のハリフォード・スクール (en) に学んだ。
この間、両親の影響で自然に子役として活動をはじめ、いくつかのTVシリーズに出演する。その後9歳でチャールズ・ディケンズの小説『オリバー・ツイスト』をもとにした1968年の映画『オリバー!』に主演。この作品はアカデミー賞で作品賞、監督賞など6部門を受賞した。この作品で共演したジャック・ワイルドとは非常に親密になり、その後『小さな恋のメロディ』でも共演を果たした。
1973年には日本映画『卒業旅行』に主演した。18歳になって、自身が稼いだ資産でベルグレイヴィアに家を買い、フェラーリに乗り、また薬物にも手を出したりした。しかし、それ以降は自身の成長と共に人気は下降し、1977年の『王子と乞食』を最後に出演依頼は途絶え、本人もその事を自覚し、19歳の時に俳優を辞めた。20歳の時に空手の黒帯を取得し、怪我について関心を持ったことが、後の整骨師になるきっかけになった。28歳の時に、化学と生物学でAレベルを取得した。父が経営するレストランで働き保育園に勤めた後、英国整骨師学校 (en) を経て整骨師（オステオパス, Osteopath）の資格を取得し、1993年にチェルトナムで「Carlton Clinic」という鍼治療も行う整骨院を開いている。
1994年に、日本のバラエティ番組が子役時代に共演したトレイシー・ハイドを探し当てレポーターを派遣し、再会した。1999年にも日本の別番組でトレイシー・ハイドと再会し共に近況が紹介されたりした。2022年には、コロナ禍で1年遅れの『小さな恋のメロディ』日本公開50周年（2021年）を記念した特別上映に合わせて来日し、10月15日 - 30日の間に京都みなみ会館、横浜シネマノヴェチェント、10月25日にはヒューマントラストシネマ渋谷で、それぞれイベント上映され、トレイシー・ハイドと共に舞台挨拶やサイン会、撮影会、懇親会など日本のファンとの交流会が行なわれた。
また後述するように、マイケル・ジャクソンとは70年代から親友関係にあり、マイケルの3人の子供の名付け親ないし代父母とされている。しかし、マイケルの死後の2009年8月、英国のタブロイド紙「ニュース・オブ・ザ・ワールド (en)」に、自身がマイケルの娘パリス・ジャクソンの生物学上の父親であることを主張した。

## 私生活
1993年に結婚するも、2005年に離婚。その後看護婦と結婚した。4人の子供の父親である。（いずれも前妻との間の子供）
また、マイケル・ジャクソンの子供たちの代父母（ゴッドファーザー）でもある。ジャクソン5がロンドン公演に来たときに、マークのファンであったマイケルがマークに面会を求めて来た時からの親友であると言い、マイケルが亡くなる1週間前にも電話で会話したという。マイケルに精子提供をしたこともあると発言し、マイケルの娘パリスは自分の子供だと思うと語っている。

## 俳優業への復帰
レスターは2015年に俳優業に復帰した。『1066』にハロルド2世の役を演じた、息子のフェリックスも共演することになった。

## 主な出演作品
- ロンドン・パリ大脱線 Allez France! （1964年）
- 華氏451 Fahrenheit 451 （1966年）
- オリバー! Oliver! （1968年）
- 野にかける白い馬のように Run Wild, Run Free （1969年）
- 小さな目撃者 Eyewitness （1970年）
- 黒馬物語 Black Beauty（1970年）
- 小さな恋のメロディ Melody （1971年）
- 誰がルーおばさんを殺したか? Whoever Slew Auntie Roo? （1971年）
- マーク・レスター/可愛い冒険者 Redneck （1972年）
- ナイト・チャイルド NIGHT CHILD （1972年）
- 卒業旅行 Little Adventurer （1973年）（東宝映画 1973年3月3日）
- 楡の木陰の愛　La prima volta sull'erba （1974年）
- 王子と乞食 Crossed Swords （1977年）